# Крийса, Тийа
Тийа-Ингрид Крийса (эст. Tiia Kriisa; 21 сентября 1941, Таллин, Рейхскомиссариат, Нацистская Германия) — эстонская и советская писательница, актриса театра, кино и телевидения. Заслуженная артистка Эстонской ССР (1987). Член Союза театральных деятелей Эстонии (1966), Союза актёров (1993, почётный член с 2016) и Союза писателей Эстонии (2012). Феминистка.

## Биография
Родилась в семье инженера. Окончила среднюю школу и курсы актёрского мастерства при киностудии «Таллинфильм» (1963).
В 1960—1963 годах работала секретарём Таллинского университета.
С 1963 по 1994 год выступала на сцене театра «Эндла» (Endla) в Пярну. Играла в телевизионных постановках («Семейный руководитель», 1971; «Праздничный день», 1982; «Собачье сердце», 1988), в фильмах («Красочные сны», 1975, Таллин) и в ТВ-сериалах («Счастливая улица, 13»; 1994—1996, «Секреты», 2010) и др.
Автор ряда сборников стихов, рассказов и романов («Tüdruk», 1997; «Võõras», 2001; «Naine», 2009; «Moonika», 2011).
Выступает на литературных и музыкальных вечерах с композициями («Вечерняя звезда на белом» («Õhtutähe valgel»), 1994; «Молодёжные письма» («Nooruskirjad»), Clara ja Robert Schumanni kirjadest ja muusikast, 2003; «Тень луны» («Kuu varjus»), 2004; «Первые сказки» («Muinasjutt esimesest muinasjutuvestjast»), 2006).
Является детским педагогом и активисткой женского движения.

## Избранная фильмография
- 1964 — Новый нечистый из преисподней / Põrgupõhja uus Vanapagan — горничная
- 1988 — Собачье сердце (фильм-спектакль) / Koera suda — дама
- 1993-2013 — Счастливая улица, 13 (сериал) / Õnne 13 — мама Рихо

## Избранные произведения
- Tüdruk. Tartu : Ilmamaa, 1997. ISBN 9985821785
- Võõras. Tartu : Ilmamaa, 2001. ISBN 9985821424
- Naine. Tartu : Ilmamaa, 2009. ISBN 9789985773147
- Moonika. Tartu : Ilmamaa, 2011. ISBN 9789985773901

Муж — эстонский театральный режиссёр Инго Нормет.